# Egyptští bohové

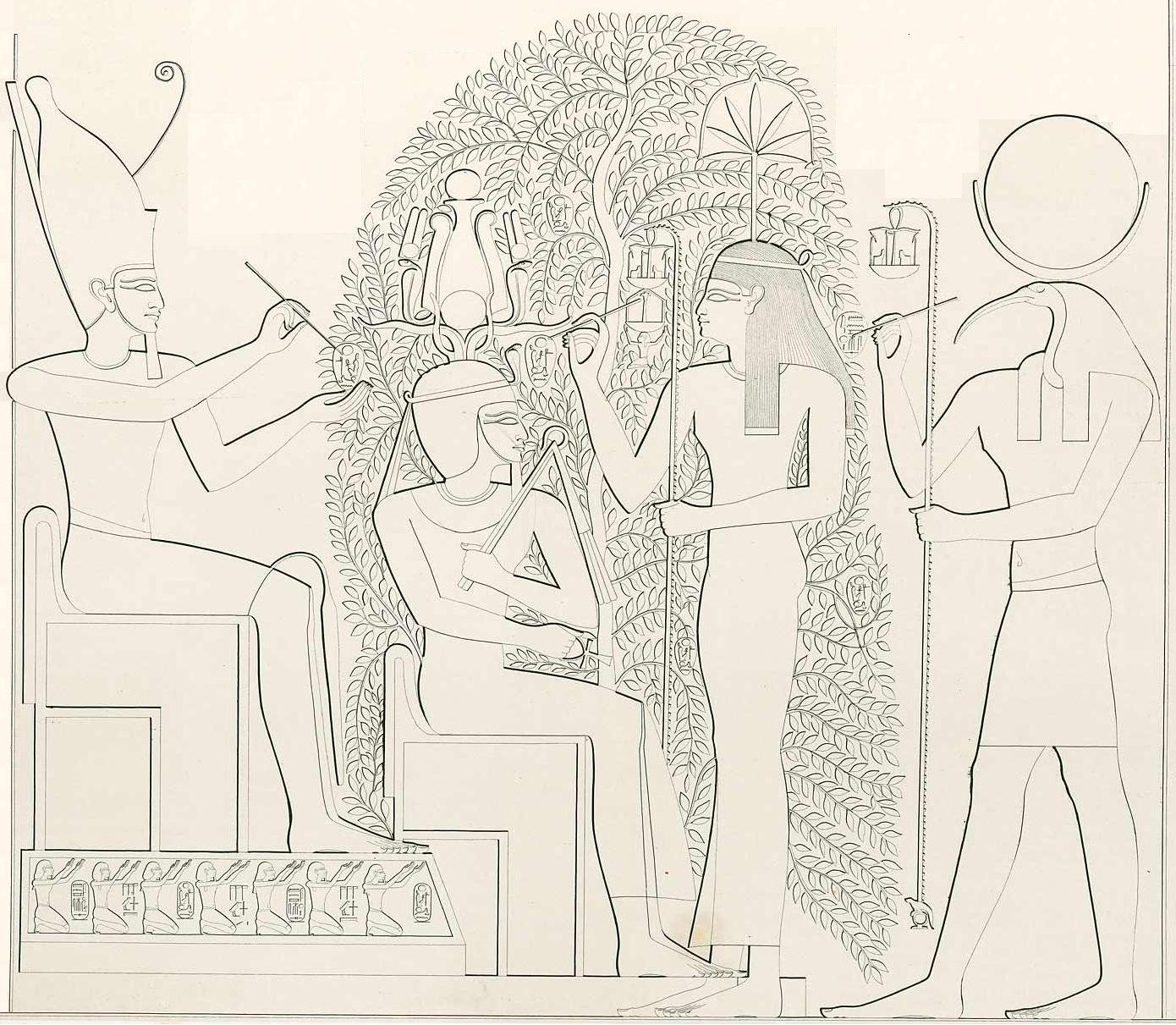
Ramesse II. pod stromem išedem ve společnosti bohů Atuma, Thovta a bohyně Sešat obdarovávajících jej dlouhou vládou

Bohové a bohyně a jejich kult jsou ve starověkém Egyptě určujícím konstitutivním prvkem nejen náboženství, ale v jistém ohledu vůbec celé kultury. Původně byla (v konvenčně vokalizované egyptštině) pro označení božské bytosti používána jako synonyma slova sechem, ba nebo neter, později první dvě nabyla odlišného významu. Ani pojem neter – „bůh“ (plurál neteru, femininum neteret – „bohyně“, často se užívá ve spojení aa neter nebo ver neter – „velký bůh“; základní tvar slova je nověji do češtiny někdy přepisován jako nečer) ovšem není v egyptštině vyhrazen speciálně pro „nejvyšší bytost(i)“ tak, jak je tomu např. v křesťanství a jak se objevuje v evropské filozofické tradici, ale zahrnuje širokou škálu bytostí včetně králů a zemřelých, případně jevů (ovšem přírodní jevy jako takové byly v egyptském náboženství zbožštěny spíše ojediněle). Je možné, že prostě odkazoval na všechny „bytosti s určitým podílem nadpřirozené moci a tajemné existence, nebo zahrnoval všechny bytosti, které byly hodny kultické péče“, přičemž Egypťané (pravděpodobně s výjimkou z tohoto hlediska stále diskutované Achnatonovy náboženské reformy) nijak neusilovali o nějaký přesný či dokonce závazný způsob jejich hierarchizace. Jeho přesné vymezení ovšem není prozatím uspokojivě podáno.
Svět bohů a svět lidí byl v egyptském náboženském myšlení poměrně důsledně oddělen, co do funkčnosti ale byly oba světy chápány jako úzce závislé. Přestože byly přítomnost bohů v kosmu a její projevy bezprostředně pozorovatelné a dokonce člověkem prostřednictvím magie ovlivnitelné v podobě moci heka, byl jediným prostředníkem mezi oběma světy v oficiálním náboženství panovník. Ten byl sám pokládán za božskou bytost sui generis a proto se jako jediný z živých lidí těšil přímé přízni bohů a objevoval se v jejich společnosti; na druhou stranu jsou známy příklady přímého zbožštění lidí po jejich smrti a mnohé prameny zejména z mladších historických období dokládají, že i běžní smrtelníci si mohou získat pozornost bohů a dokonce naznačují, že všichni spravedliví zemřelí budou „jako bohové“. Význam těchto představ pro chápání podstaty božství Egypťany není ovšem úplně srozumitelný.
V důsledku hellénistického synkretismu a později zejména hermetismu se uctívání některých z egyptských bohů a bohyň (např. Esety přetransformované v Isidu a Usira v podobě Serapida) rozšířilo po celém antickém Středomoří; objevují se (i když už ne jako předmět náboženského kultu) dokonce i po zániku staroegyptské kultury, především v evropské magické a esoterické tradici (např. postava Herma Trismegista odvozená od boha Thovta). Zdá se ovšem, že tato nová pojetí mohou být i značně vzdálena původním egyptským předlohám. Specifickou součástí tohoto proudu je novopohanský náboženský směr označovaný jako kemetismus.

## Etymologie
Etymologie slova ntr zůstává přes velké úsilí badatelů prozatím nejistá. Dříve bývala některými dávána do souvislosti se slovem necerit – „natron“. Natron byl v Egyptě používán v kultovní sféře v úkonech, jejichž cílem bylo dosažení fyzické i rituální čistoty, takže ntr – „bůh“ by označovalo čistou nebo na čistých místech přebývající bytost; tato teorie ovšem nebyla doposud potvrzena a ani není v egyptologii obecně přijímána. Dnes už jen ojediněle se objevuje také teorie neegyptského původu slova, např. ze semitského výrazu nešer – „orel“ (případně obecně „dravý pták“) založená na faktu, že s představou dravého ptáka byla spojována podoba řady bohů, v Egyptě zejména už od rané historické doby významného Hora, který byl znázorňován jako sokol.
Nejasný je také s etymologií úzce spojený původ podoby hieroglyfického znaku s významem „bůh“. Původně se badatelé domnívali, že znázorňuje (snad obětní) sekeru, později byla značka pokládána za tyč nebo žerď s praporcem, z níž se podle v současnosti převažujících názorů vyvinuly stožáry s prapory umísťované před pylony egyptských chrámů. Podle Erika Hornunga takové praporce, které snad svým vláním způsobeným „neviditelnou“ silou větru mohly být pokládány za smysly vnímatelný projev tajuplné přítomnosti bohů, byly symbolem božství a vyznačovaly posvátný charakter prostoru, v němž byly vztyčeny.

## Podstata bohů
Egyptské náboženství jako náboženství polyteistické postuluje existenci mnoha bohů, kteří jsou ve svém základním pojetí chápáni především jako nositelé obecné božské podstaty. Ta tvoří základní rámec jejich bytí. Individuální podstata, jíž se bohové odlišují navzájem jeden od druhého, se pak ve světě bohů projevuje především jako jednání bohů navzájem ve vzájemných vztazích, o nichž vyprávějí mýty. Bohové jsou proto pojímáni především jako představitelé určitých typů nebo rolí v tzv. „konstelativní teologii“, v níž vystupují jako nositelé určité božské kvality, nerozlučně ovšem spojené s kvalitami ostatními. Každý z bohů byl charakterizován souhrnem čtyř základních znaků:
- svou rolí v božském světě,
- atributy vyjadřujícími jeho roli,
- kanonicky stanovenými způsoby zobrazování a jménem,

přičemž ten který konkrétní z uvedených znaků mohl být sdílen několika různými bohy, nikdy se však dva bohové nemohli shodovat ve všech svých znacích.